# 704
Évszázadok: 7. század – 8. század – 9. század
Évtizedek: 650-es évek – 660-as évek – 670-es évek – 680-as évek – 690-es évek – 700-as évek – 710-es évek – 720-as évek – 730-as évek – 740-es évek – 750-es évek
Évek: 699 – 700 – 701 – 702 –  703 – 704 – 705 – 706 – 707 – 708 – 709

## Események

### Bizánci Birodalom
- A Krímre száműzött és megcsonkított orrú II. Iusztinianosz császár megszökik Kherszonészoszból és a kazárokhoz menekül, ahol Buszir kagán nagy tisztelettel fogadja, feleségül adja hozzá a nővérét és az Azovi-tenger melletti Phanagoreiában biztosít neki új otthont.
- III. Tiberiosz császár lefizeti Buszirt hogy ölesse meg a volt császárt. Felesége azonban időben figyelmezteti Iusztinianoszt, aki kivégezteti az orgyilkosságra készülő kazár kormányzót és – útközben egy nagy vihart átvészelve – egy halászhajóval Kherszonészoszba menekül. Itt összegyűjti híveit és a bolgárokhoz hajózik, ahol Tervel kán lánya kezéért, egy caesari címért és jelentős összegért cserébe hajlandó visszasegíteni őt a trónra.
- III. Tiberiosz öccse, Hérakleiosz a kilikiai Sziszionnál megsemmisít egy 10-12 ezres arab sereget, de a muszlimok ennek ellenére leverik az örmény felkelést és visszafoglalják Örményországot.

### Európa
- Mercia idős királya, Æthelred lemond a trónról unokaöccse, Coenred javára és visszavonul Bardney apátságába.
- Meghal Aldfrith northumbriai király. Trónjáért két fia, I. Osred és I. Eadwulf kezd versengeni.

### Ázsia
- Tridu Szongcen tibeti császár elesik a mai Jünnan területén élő törzsekkel vívott csatában. A trónon néhány hónapos fia, Mé Akcom követi, aki helyett nagyanyja, Trimalö kormányoz régensként.
- Kína fővárosában, Csanganban újjáépítik a földrengésben elpusztult Nagy Vadlúd-pagodát.
- A zabulisztáni (a mai Afganisztánban) fejedelem 7 (vagy 10) évi adómentesség fejében megígéri a hozzá menekült arab felkelő, Abd al-Rahmán ibn al-Asat kiadását. Amikor ibn al-Asat ezt megtudja, öngyilkos lesz (más források szerint a helybeliek megölik vagy betegség végez vele).

## Születések
- Cuj Hao, kínai költő
- Ibn Isák, arab történetíró
- Kao Si, kínai költő
- Mé Akcom, tibeti császár

## Halálozások
- december 14. – Aldfrith, northumbriai király
- Abd al-Rahmán ibn al-Asat, arab hadvezér, lázadó
- Adamnan, ír szerzetes, történetíró
- Tridu Szingcen, tibeti császár

## Fordítás
- Ez a szócikk részben vagy egészben  a(z)   704 című angol Wikipédia-szócikk ezen változatának fordításán alapul.  Az eredeti cikk szerkesztőit annak laptörténete sorolja fel. Ez a jelzés csupán a megfogalmazás eredetét és a szerzői jogokat jelzi, nem szolgál a cikkben szereplő információk forrásmegjelöléseként.